# الولايات المتحدة في الألعاب الأولمبية الصيفية 2016
نافست الولايات المتحدة في دورة الألعاب الأولمبية الصيفية 2016 في ريو دي جانيرو، في الفترة من 05-21 أغسطس 2016. شاركت الولايات المتحدة في كل دورة من دورات الألعاب الاولمبية الصيفية في العصر الحديث، باستثناء دورة الألعاب الأولمبية الصيفية 1980 في موسكو.

## كرة السلة
الفريق الأمريكي تأهل للأدوار الإقصائية - وتغلب على نظيره الروسي ليفوز بالبرونزية.

## روابط خارجية
- الموقع الرسمي للجنة الاولمبية الأمريكية وفريق الولايات المتحدة الأمريكية
- الألعاب الأولمبية تغطية بي سي